# Heinz Piontek
Heinz Piontek (* 15. November 1925 in Kreuzburg, Provinz Oberschlesien; † 26. Oktober 2003 in Rotthalmünster bei Passau) war ein deutscher Schriftsteller.

## Leben
Heinz Piontek entstammte einer oberschlesischen Bauernfamilie. Von seiner Kindheit und Jugend in Kreuzburg hat er in seinem autobiographischen Roman Zeit meines Lebens erzählt. 1943 musste er seine Schulausbildung abbrechen und als Soldat der Wehrmacht am Zweiten Weltkrieg teilnehmen. 1945 geriet er in Bayern in amerikanische Kriegsgefangenschaft; nach seiner Entlassung lebte er einige Zeit in Waldmünchen, arbeitete zeitweise als Arbeiter in einem Steinbruch in der Oberpfalz und als Bauarbeiter in München. In seinem zweiten Erinnerungs-Roman Stunde der Überlebenden hat Piontek über diese Jahre detailreich berichtet. 1947 zog er nach Lauingen, holte dort das Abitur nach und heiratete 1951 Gisela Dallmann. Anschließend studierte er drei Semester Germanistik an der Philosophisch-Theologischen Hochschule Dillingen. 1955 übersiedelte Piontek nach Dillingen, 1961 dann nach München. Seit der Währungsreform (1948) lebte er von seiner schriftstellerischen Arbeit.

## Werk
1946 begann Piontek seine schriftstellerische Laufbahn mit einem Beitrag für Die Neue Zeitung; ihm folgten schon bald Gedichte und Erzählungen. Auch als Literaturkritiker (z. B. für die Zeitschrift „Welt und Wort“) und Essayist machte Piontek sich einen Namen. Seine Lyrik wurde bereits 1956 umfassend von Hans Egon Holthusen gewürdigt, nach Erscheinen der beiden ersten Gedichtbände.
Die schon früh erfolgte Etikettierung „Naturlyriker“ (in der Loerke- und Lehmann-Nachfolge) ist in dieser Ausschließlichkeit unzutreffend, denn neben naturmagischen Versen stehen Elegien und Romanzen, von Anfang an aber auch sich jedem plakativen Engagement verweigernde „Zeitgedichte“, meist in der Form des narrative poems, z. B. die aufgrund der Vertreibungs-Thematik sehr bekannt gewordenen Die Verstreuten, Der Untergang der Scharnhorst (beide in Wassermarken 1957) und Um 1800, ein modernes Gedicht über die Zeit der deutschen Klassik (in Klartext 1966). Auch religiöse Motive wurden von Piontek bereits früh verarbeitet; sie fanden dann in Zyklen über altjüdische Propheten (Helldunkel 1987) einen Höhepunkt. In seinem lyrischen Spätwerk verdient vor allem das zyklische Gedicht Oderabwärts besondere Beachtung, das den Lauf des Flusses von der Quelle bis zur Mündung „erzählt“ (in Neue Umlaufbahn 1999).
Im Laufe der Jahre raute Pionteks Lyrik auf, der Reim trat zurück und eine zunehmende Lakonik bestimmte seine oft meditativen Verse. Das ausdrückliche Bekenntnis zur Schönheit, z. B. in dem Gedicht Sprachtabus (1981) (...Ja, ich sage, / dass wir das Schöne nicht fürchten müssen: // den Honig, den Apfel, den Schwan-//...), löste bei der Kritik Unverständnis, sogar Häme aus. Schönheit meint bei Piontek aber nicht ästhetische Verbrämung von Realität, sondern, im Sinne der von ihm übertragenen Ode on a Grecian Urn von John Keats, die dem Kunstwerk eigene Wahrheit. Richard Exner hat bereits 1981 in einem ausführlichen Essay „zur deutschen Lyrik von 1945 bis 1975“ den Lyriker Heinz Piontek und das Unverkennbare seiner Verse charakterisiert: „Er ist kein modischer Dichter. Er ist ein Dichter der Moderne, im Rang mit Eich und Celan, dem freilich von Grund auf Andersgearteten, gleichzusetzen. Seine Poetik lässt sich mit den drei im Titel seines letzten Essaybandes 1978 aufgerufenen menschlichen Gegebenheiten und Intensionen summieren, mit Träumen, Wachen und Widerstehen, auf welche sich mühelos und überzeugend die ebenso grundlegenden Resultate reimen: Offenheit, Klarheit und schließlich Sicherheit, jene pascalsche Certitude“ (S. 197).
Der Erzähler Piontek konzentrierte sich anfangs auf die Short Story, die er in einem Essay als „Graphik in Prosa“ bezeichnete. Piontek zeigte sich dabei in vielen Erzähltechniken versiert: narrative Verdichtung von Realitätssegmenten und stimmungshafte Vergegenwärtigung von Situationen; spannend erzählte Handlungen und innere Monologe; stets aber eine große Genauigkeit im Beschreiben von Sichtbar- und Fühlbarkeiten. Später erst fand Piontek dann zu größeren erzählenden Formen. Der Ehe-, Generationen- und Großstadtroman Die mittleren Jahre – der erste von drei Münchner Romanen – fand besondere Beachtung auf Grund seiner Vergegenwärtigung der Geschwister Scholl, Alexander Schmorells und Professor Kurt Hubers.
Im zunehmend politisierten Literaturbetrieb der 1960er und 1970er Jahre geriet Piontek mehr und mehr in die Kritik. Sie fand ihren Höhepunkt bei der Verleihung des Georg-Büchner-Preises an einen, wie der häufig wiederholte Einwand hieß, Vertreter „reiner Poesie“, mangelnden gesellschaftlichen Engagements und von Eskapismus, wobei nicht genügend geprüft wurde, ob diese Etikettierungen überhaupt zu Recht bestanden. Zum „Außenseiter“ gestempelt, zog sich Piontek mehr und mehr aus dem Literaturbetrieb zurück, den er bereits in seinem zweiten Münchner Roman Dichterleben (1976) aufs Korn genommen hatte.
Gedichte und Erzählungen von Heinz Piontek wurden in über 24 Sprachen übertragen und ausgewählte Proben seines Schaffens stehen seit den fünfziger Jahren in zahlreichen Anthologien und Lesebüchern des In- und Auslandes.
Von Bedeutung ist auch die Herausgebertätigkeit Pionteks. Neben einer Reihe von Prosa- und Lyrikanthologien edierte er von 1969 bis 1979 das literarische Jahrbuch Ensemble und gab von 1980 bis 1986 die von ihm gegründete Reihe Münchner Edition heraus.
Als Oberschlesier widmete Heinz Piontek der Polnischen Literatur, wie z. B. sein Essay über die Lyrik Zbigniew Herberts zeigt, große Aufmerksamkeit. Andererseits wurde Pionteks schriftstellerisches Werk auch in Polen beachtet, so z. B. zuletzt 2020 mit dem in Breslau erschienenen „Przed oczami, Própy starania“ (deutsch „Vor Augen“), das von Studentinnen des Germanistischen Instituts der Universität Breslau unter der Redaktion von Eva Jarosz-Sienkiewicz und Rafał Biskup übersetzt wurde.
Der umfangreiche literarische Nachlass Pionteks wird in der Abteilung Handschriften und Alte Drucke der Bayerischen Staatsbibliothek verwahrt. Das Heinz Piontek Museum in Lauingen an der Donau beherbergt Dokumente, Briefe und Fotos zu Herkunft und Biografie, Erstausgaben und Handexemplare seines Werkes, Heinz Pionteks Spezialsammlung zeitgenössischer Lyrik von 1945–2000, Zeichnungen und Aquarelle, Tondokumente sowie Pressestimmen und Rezensionen zum Werk des Schriftstellers. Das Lauinger Piontek-Archiv (LPA) mit Briefsammlungen und zahlreichen Fotodokumenten sowie einer Spezialsammlung von Widmungs- und Handexemplaren aus dem Besitz des Dichters ist Leihgeber.
Heinz Piontek war Mitglied
- seit 1960 der Bayerischen Akademie der Schönen Künste
- seit 1967 der Deutschen Akademie für Sprache und Dichtung in Darmstadt
- und seit 1968 des PEN-Zentrums der Bundesrepublik Deutschland

## Auszeichnungen
- 1957: „Preis der Jungen Generation“, Literatur (Förderungspreis des Berliner Kunstpreises)
- 1957: Andreas-Gryphius-Preis
- 1958: Literaturpreis der Bayerischen Akademie der Schönen Künste
- 1960: Stipendium der Villa Massimo Rom
- 1967: Förderpreis der Stadt München
- 1971: Eichendorff-Literaturpreis
- 1971: Tukanpreis der Stadt München
- 1972: Alma-Johanna-Koenig-Preis
- 1973: Kulturpreis der Landsmannschaft Schlesien
- 1974: Ehrengabe des Kulturkreises im Bundesverband der Deutschen Industrie
- 1976: Georg-Büchner-Preis
- 1981: Werner-Egk-Preis
- 1983: Oberschlesischer Kulturpreis des Landes Nordrhein-Westfalen
- 1990: Großer Kulturpreis des Landes Niedersachsen
- 1991: Kulturpreis Schlesien des Landes Niedersachsen
- 1995: Literaturpreis der Freunde der Villa Massimo

1985 wurde ihm das Bundesverdienstkreuz 1. Klasse und 1992 der Bayerische Verdienstorden verliehen.

## Straßen und Gedenktafeln
Am 16. September 2008 wurde in Kluczbork am Geburtshaus des Schriftstellers, Byczyńskastraße 13, eine Gedenktafel enthüllt.
Die Stadt Lauingen ehrte ihn am 25. Juli 2019 mit der Heinz-Piontek-Straße im Baugebiet „Lauingen West“ (Siehe: Jahrbuch des Historischen Vereins Dillingen a. d. Donau 119./120. Jahrgang 2018/2019, S. 315–318)

## Werke
Werkausgaben:
- Werke in sechs Bänden. München
  - 1. Früh im September. 1982
  - 2. Die Münchner Romane. 1981
  - 3. Feuer im Wind. 1985
  - 4. Farbige Schatten. 1984
  - 5. Schönheit: Partisanin. 1983
  - 6. Zeit meines Lebens. 1985
- Werkauswahl, Würzburg
  - 1. Indianersommer. 1990
  - 2. Anhalten um eine Hand. 1990
- Heinz Piontek: ‚Ich höre mich tief in das Lautlose ein‘. Frühe Lyrik und Prosa. Herausgegeben von Anton Hirner und Hartwig Wiedow mit einem Geleitwort von Harald Gröhler. Wolff Verlag, Schmalkalden 2011, ISBN 978-3-941461-05-5.
- Heinz Piontek. (= Poesiealbum. 326). Lyrikauswahl von Gerhard C. Krischker, Grafik von Heinz Piontek. Märkischer Verlag, Wilhelmshorst 2016, ISBN 978-3-943708-26-4.
- Heinz Piontek: Gedichte. Ausgewählt von Reinhard Kiefer und mit einem Text von Gerhard Neumann. (= Lyrik-Taschenbuch. 120). Rimbaud Verlag, Aachen 2019, ISBN 978-3-89086-322-1.

Erstausgaben
- Die Furt. Esslingen 1952.
- Die Rauchfahne. Esslingen 1953.
- Vor Augen. Esslingen 1955.
- Wassermarken. Esslingen 1957.
- Buchstab, Zauberstab. Esslingen 1959.
- Bäume im Wind. Bruder und Bruder. Hamburg 1961.
- Mit einer Kranichfeder. Stuttgart 1962.
- Weißer Panther. Stuttgart 1962.
- Kastanien aus dem Feuer. Stuttgart 1963.
- Windrichtungen. Stuttgart 1963.
- Die Zwischenlandung. Hamburg 1963.
- Randerscheinungen. Darmstadt 1965.
- Klartext. Hamburg 1966.
- Die mittleren Jahre. Hamburg 1967.
- Außenaufnahmen. Baden-Baden 1968.
- Liebeserklärungen in Prosa. Hamburg 1969.
- Männer, die Gedichte machen. Hamburg 1970.
- Die Erzählungen. München [u. a.] 1971.
- Tot oder lebendig. Hamburg 1971.
- Klarheit schaffen. Karlsruhe 1972.
- Helle Tage anderswo. München [u. a.] 1973.
- Gesammelte Gedichte. Hamburg 1975
- Leben mit Wörtern. Percha (am Starnberger See) [u. a.] 1975.
- Dichterleben. Hamburg 1976.
- Die Zeit der anderen Auslegung. Darmstadt 1976.
- Das Schweigen überbrücken. Gütersloh 1977.
- Wintertage, Sommernächte. München [u. a.] 1977.
- Dunkelkammerspiel. Percha am Starnberger See [u. a.] 1978.
- Träumen, Wachen, Widerstehen. München 1978.
- Wie sich Musik durchschlug. Hamburg 1978.
- Das Handwerk des Lesens. München 1979.
- Juttas Neffe. München 1979.
- Vorkriegszeit. München 1980.
- Was mich nicht losläßt. München 1981.
- Erscheinungen. Weilheim 1983.
- Zeit meines Lebens. München 1984.
- Eh der Wind umsprang. Waldbrunn 1985.
- Helldunkel. Freiburg im Breisgau u. a. 1987.
- Stunde der Überlebenden. Würzburg 1989.
- Morgenwache. Würzburg 1991.
- Nach Markus. Würzburg 1991.
- Goethe unterwegs in Schlesien: fast ein Roman. Bergstadtverlag Korn, Würzburg 1993, ISBN 3-87057-173-X.
- mit Mario Schosser: Zwiesprache. Hauzenberg 1993.
- Neue Umlaufbahn. Würzburg 1998.

### Hörspiele (Auswahl)
- 1954: Licht über der Küste. Eine Funkballade – Regie: Carl Nagel (Hörspiel – RB)
- 1961: Weißer Panther. Ein dramatisches Gedicht für den Funk – Regie: Ludwig Cremer (Original-Hörspiel – NDR/BR)
- 1962: Das Hörspielstudio: Damals in den Weinbergen – Bearbeitung und Regie: Heinz von Cramer (Originalhörspiel, Kurzhörspiel – BR)
- 1962: Fremde in Sodom – Regie: Gert Westphal (Originalhörspiel, Kurzhörspiel – WDR/HR)
- 1962: Die roten Pfeile – Regie: Horst Loebe (Originalhörspiel – RB)
- 1963: Zwischenlandung – Regie: Fritz Schröder-Jahn (Hörspiel – NDR)
- 1964: Zwei Szenen über das Glück: Damals in den Weinbergen und Vor Robinsons Insel – Regie: Heinz von Cramer, Jörg Franz (Originalhörspiel, Kurzhörspiel – HR)
- 1967: Die Zwischenlandung – Regie: Robert Casapiccola (Hörspiel – ORF Steiermark)
- 1967: Eeva-Liisa Manner: Eros und Psyche (Übersetzung aus dem Finnischen) – Regie: Heinz-Günter Stamm (Hörspielbearbeitung – BR/SR/ORF)
- 1967: Dunkelkammerspiel – Regie: Otto Kurth (Originalhörspiel – BR/NDR)
- 1967: Dunkelkammerspiel – Regie: Robert Casapiccola (Originalhörspiel – ORF Steiermark)
- 1967: Die Funkerzählung: Wie die Griechen – Regie: Gert Westphal (Originalhörspiel – SDR)
- 1969: Doppeltes Spiel – Regie: Holger Sandig (Hörspiel – SDR/HR)
- 1969: Einige von uns – Regie: Hermann Wenninger (Hörspiel – BR)
- 1971: Seespuk – Regie: Walter Knaus (Originalhörspiel – HR/SFB)
- 1973: Scheintot – Regie: Ferry Bauer (Originalhörspiel – ORF Oberösterreich)
- 1973: Im Winter, wenn es schneit – Regie: Dietrich Auerbach (Hörspiel – RIAS Berlin/DW)
- 1975: Im Winter, wenn es schneit – Regie: Ferry Bauer (Hörspiel – ORF Oberösterreich)
- 1977: Fremde in Sodom – Regie: Tibor von Peterdy (Originalhörspiel, Kurzhörspiel – DW)
- 1980: Doppeltes Spiel – Regie: Ferry Bauer (Hörspiel – ORF Oberösterreich)
- 1982: Seespuk – Regie: Ferry Bauer (Originalhörspiel – ORF Oberösterreich)

Quellen: ARD-Hörspieldatenbank für die deutschen und OE1-Hörspieldatenbank für die österreichischen Produktionen

### Ausgewählte Gedichte
- Wolken (Vögel sind sie, Albatrosse, mit langsamem Fittich)
- Schwarzwaldserpentinen (Die Schotterkurven schneiden ins feuchte Fleisch des Tanns)
- Das Mahl der Straßenwärter (Im Teerfaßschatten kauen sie gelassen)[4]

## Herausgeberschaft
- Aus meines Herzens Grunde. Stuttgart 1959.
- Neue deutsche Erzählgedichte. Stuttgart 1964. (Neuausgabe München 1980)
- Augenblicke unterwegs. Hamburg 1968.
- mit Clemens Graf Podewils:  Ensemble. München, Jg. 1.1969 – 10.1979.
- Deutsche Gedichte seit 1960. Stuttgart 1972.
- Ja, mein Engel. München 1981.
- Lieb, Leid und Zeit und Ewigkeit. Hamburg 1981.
- Münchner Edition, 1980–1985; u. a.:
  - Richard Exner: Fast ein Gespräch. 1980.
  - Horst Mönnich: Am Ende des Regenbogens. Hörspiele. 1980.
  - Eugen Gottlob Winkler: Die Dauer der Dinge. Dichtungen, Essays, Briefe. München 1985.

Briefe
- „Postlose Wochenenden gab es selten bei uns“. Heinz Pionteks Briefe an die Familie und Margrit Dürring. Herausgegeben vom Heinz Piontek-Archiv, Lauingen. Wolff, Berlin 2020. ISBN 978-3-943708-26-4.

## Übersetzungen
Das Übersetzen, besonders von Gedichten, begleitet von Anfang an das lyrische Schaffen Pionteks. Die Schwerpunkte liegen dabei auf der englischen Romantik und frühen Moderne, auf John Keats, Gerard Manley Hopkins, William Butler Yeats, Wystan Hugh Auden, aber unter anderem auch auf Gedichten von Giuseppe Ungaretti, Rafael Alberti oder dem Serben Miodrag Pavlović. Eine Nachdichtung von Wallace Stevens’ Thirteen Ways of Looking at a Blackbird findet sich in seinem letzten Lyrikband Neue Umlaufbahn. Kommentierende poetologische Reflexionen begleiten dabei sein Bemühen um „Richtigkeit, Genauigkeit, Schönheit“. Ein Zeugnis für die „prinzipielle Nichtabschließbarkeit von Gedichtübertragungen“ sind nach eigenem Bekunden im Nachwort seine seit 1960 vielfach aufgelegten und immer wieder verbesserten Übertragungen der Gedichte von John Keats.
Als Buchveröffentlichung liegen vor:
- John Keats: Auf eine griechische Urne. Gedichte englisch und deutsch. Übertragen und mit einem Nachwort von Heinz Piontek. (= insel taschenbuch. 2216). Insel Verlag, Frankfurt am Main u. a. 1999, ISBN 3-458-33916-7.
- Joseph Conrad: Schattenlinie. (= insel taschenbuch. 2534). aus dem Englischen von Heinz Piontek. Insel Verlag, Frankfurt u. a. 1999, ISBN 3-458-34234-6.

## Ausstellungskataloge
- Heinz Piontek: Aquarelle, Gouachen, Zeichnungen, Collagen. München 2001.